# Ternianka
Ternianka – potok w Górach Czerchowskich i na Międzygórzu Spisko-Szaryskim w pn.-wsch. Słowacji, prawobrzeżny dopływ potoku Sekčov w dorzeczu Torysy. Długość 17,8 km.
Źródła na wys. ok. 880–890 m n.p.m. na pd. skłonie przełęczy Čergov pod głównym grzbietem Gór Czerchowskich. Spływa generalnie w kierunku pd.-wsch., początkowo wąską, dość głęboką i zalesioną doliną Gór Czerchowskich, następnie wśród łagodniejszych wzniesień Międzygórza, pokrytych polami uprawnymi i pastwiskami. Leżą nad nią wsie Hradisko, Terňa, Záhradné. Poniżej wsi Tulčík na wysokości ok. 270 m n.p.m. uchodzi do Sekčova.
Na krótkim odcinku (ok. 3 km poniżej wsi Terňa) wzdłuż koryta potoku biegną czerwone  znaki dalekobieżnego szlaku turystycznego Cesta hrdinov SNP na odcinku z Wielkiego Szarysza na Čergov.